# Podul Asparuhovo
Podul Asparuhov (în bulgară Аспарухов мост) este un pod din Varna de pe coasta mării Negre, care leagă cartierul Asparuhovo  de restul orașului peste canalul dintre Marea Neagră și Lacul Varna. Podul are o lungime de 2.05 km și o înălțime de 50 m, cântărind 3.200 tone s. Are 38 de perechi de suporturi, fiecare având capacitatea de a transporta 2.400 de tone. Instalația se confruntă cu trafic semnificativ, cu 10.000 de vehicule care o traversează la fiecare 24 de ore. Construcția podului a început în 1973, după ce a fost nevoie de un canal mai mare pentru a lega Lacul Varna, iar marea sa simțit. Data de lansare inițială a fost 30 septembrie 1976, dar construcția a fost anticipată și terminată pe 8 septembrie, când cea mai mare parte a Asparuhovului a fost deschisă la ceremonia de Todor Zhivkov. Între timp, noul canal de trecere a podului a început să funcționeze la 1 septembrie, prima navă trecând pe 4 septembrie în același an. După 20 de ani de reparații, lucrările de reconstrucție au început în 1996 până la sfârșitul lunii octombrie 1998, dar instalația nu a fost redeschisă până la 17 septembrie 1999, dată departe de planurile inițiale ale unei reconstrucții de 16 luni. Astăzi, Asparuhovul nu este doar o instalație importantă de transport, ci și un loc unde se întâlnesc fanii sporturilor extreme, deoarece podul este o locație favorabilă pentru bungee jumping.  Podul Asparuhovo este de asemenea o punte de sinucidere. Există o mulțime de sinucideri.  În septembrie 2015, municipalitatea din Varna a anunțat planurile de renovare completă a podului și adăugarea de piste de biciclete.